# 江湾镇 (依兰县)
江湾镇是中華人民共和國黑龙江省哈尔滨市依兰县下辖的一个镇，位于县城南部。

## 行政区划
桥头溪乡下辖以下地区：
江湾村、五家子村、土城子村、长江村、苏格村、同乐村、青山村、永发村、小河沿村、二道林子村、双红村、双发村、小北村、万发村、华东村和小北农场。